# Михайловка (Большемуртинский район)
Михайловка — деревня в Большемуртинском районе Красноярского края России. Входит в состав Ентаульского сельсовета.

## История
Основана в 1908 году. По данным 1926 года имелось 66 хозяйств и проживал 391 человек (в основном — русские). В административном отношении деревня являлась центром Михайловского сельсовета Больше-Муртинского района Красноярского округа Сибирского края.

## География
Деревня находится в центральной части края, в подтаёжно-лесостепном районе лесостепной зоны, на правом берегу реки Муртушки, на расстоянии приблизительно 10 километров (по прямой) к западу-юго-западу (WSW) от Большой Мурты, административного центра района. Абсолютная высота — 204 метра над уровнем моря.

## Население
| 2010 |
| ---- |
| 56   |

Гендерный состав
По данным Всероссийской переписи населения 2010 года в гендерной структуре населения мужчины составляли 50 %, женщины — соответственно также 50 %.
Национальный состав
Согласно результатам переписи 2002 года, в национальной структуре населения русские составляли 86 % из 94 чел.

## Улицы
Уличная сеть деревни состоит из семи улиц.